# Reuzenkraak
De reuzenkraak (Enteroctopus dofleini) is een inktvis uit de familie Enteroctopodidae.

## Kenmerken
Dit dier is vermoedelijk de grootste Octopoda, gebaseerd op zijn grootste gemeten gewicht van 71 kg, hoewel de meeste volwassen exemplaren ongeveer 15 kg wegen en een armlengte hebben van 4,3 m. Het weekdier heeft een zakvormig lichaam met een roodbruine huid en een lichte onderkant. De lange armen zijn bezet met dubbele rijen zuignappen. Het dier kan 4 jaar worden.

## Leefwijze
De reuzenkraak jaagt meestal op garnalen, krabben, sint-jakobsschelpen, zeeoren, kleinere koppotigen en vissen, die vaak worden meegenomen naar zijn schuilplaats, waar deze rustig worden opgepeuzeld. De prooi wordt stevig vastgegrepen en in stukken gebeten met de snavel. Daarnaast is uit observaties gebleken dat de soort zich ook voedt met de doornhaai, die soms wel tot anderhalve meter lang kan worden. Zelf worden ze gegeten door zeehonden, zeeotters, haaien en andere grote vissen.
Ze prefereren schuilplaatsen met een nauwe toegang, zoals een grot of spleet in de rotsen, waar ze betrekkelijk veilig zijn voor hun belagers. Als hij bedreigd wordt, verschiet hij van kleur en scheidt een grote wolk inkt af, waardoor hij aan het zicht wordt onttrokken en wegvlucht

## Voortplanting
Het vrouwtje plant zich 1 maal in haar leven voort. Ze legt zo een 100.000 eieren op een veilige plek die ze blijft bewaken tot ze uitkomen. Het duurt wel 6 maanden voor de eieren uitkomen. Ze streelt de eieren om te voorkomen dat algen er hun thuis van maken. Ze zorgt steeds voor vers water met hierin nieuwe zuurstof. Tot slot als de eieren uitkomen blaast ze water langs de eieren om te helpen uit te komen. Dit is tevens haar laatste ademtocht. Ze bewaakt de eieren 6 maanden zonder zelf te eten. Ze verhongert. De jongen zwemmen naar het oppervlak, waar ze de eerste maanden in het plankton leven. Daarna gaan ze terug naar de bodem.

## Verspreiding en leefgebied
Deze soort komt voor langs de noordelijke kusten van de Grote Oceaan, van Japan via de Aleoeten en Alaska tot Californië en is meestal te vinden op diepten rond de 65 meter.

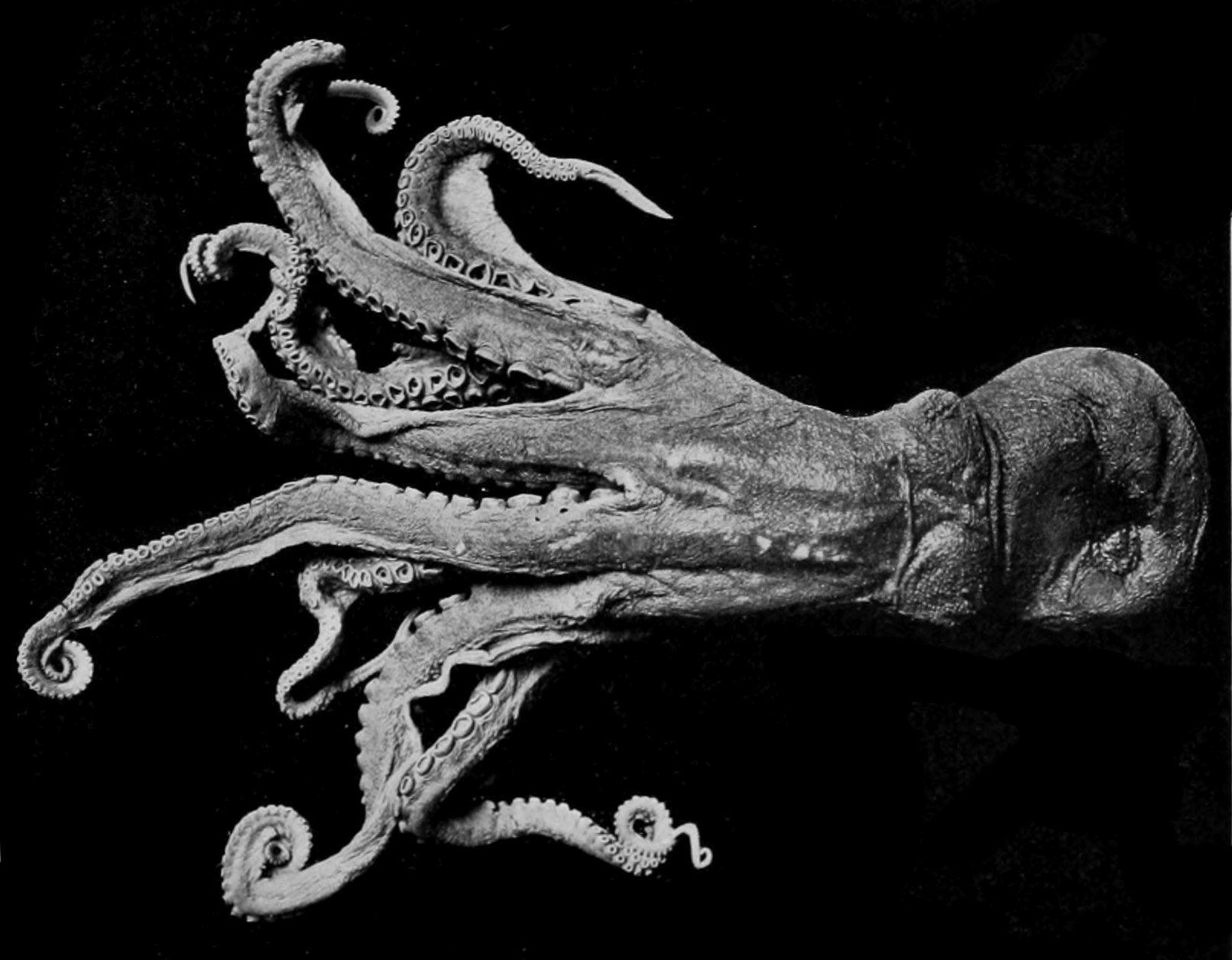
Reuzenkraak geobserveerd in Pt Pinos op 65 meter diepte